# 金頂獎
中國時裝設計「金頂獎」，是中国大陆地區时尚界一個重要獎項，设立于1997年。是中国时尚大奖中设置的最高奖项，该奖项在每年8月25日前进行候选人提名，并在当年的中国国际时装周上揭晓，并由中国国际时装周组委会、中国服装设计师协会向得奖者颁发证书以及奖杯。

## 參選資格
參選人需為「最佳時裝設計師」以及「最佳時裝設計師提名」獎獲得者，且在當季中國國際時裝週(春夏系列)舉辦專場發布會。每年獲最終提名者限定最多三名。
「中國國際時裝周」組委會組織評審團對提名候選人投票，同時，根據「中國十佳時裝設計師」專業影響力指數（FDI）指標參數，以評審團投票占70%權重，FDI積分佔30%權重的統計原則計算，以綜合得分最高者為獲奬者。

## 歷屆獲獎名单
| 年份           | 获奖设计师 | 獲奬者所属品牌         | 獲提名設計師   |
| -------------- | ---------- | ---------------------- | -------------- |
| 1997（第1届）  | 张肇达     | 杉杉·法涵詩            |                |
| 1998（第2届）  | 刘洋       | 七匹狼                 |                |
| 1999（第3届）  | 武学伟     | 應大                   |                |
| 2000（第4届）  | 张继成     | 維信                   |                |
| 2001（第5届）  | 吴海燕     |                        |                |
| 2002（第6届）  | 武学凯     |                        |                |
| 2003（第7届）  | 房莹       |                        |                |
| 2004（第8届）  | 计文波     | 云敦至尊               |                |
| 2005（第9届）  | 张肇达     | 杉杉·法涵詩            |                |
| 2006（第10届） | 罗峥       | OMNIALUO(歐柏蘭奴)     |                |
| 2007（第11届） | 梁子       | TANGY(天意)            |                |
| 2008（第12届） | 祁刚       | SEC                    |                |
| 2009（第13届） | 李小燕     | 芳芳                   |                |
| 2010（第14届） | 卡宾       |                        |                |
| 2011（第15届） | 王玉涛     | Beauty Berry(貝迪百瑞) |                |
| 2012（第16届） | 曾凤飞     | ZengFengfei            |                |
| 2013（第17届） | 刘薇       | TORAY(東麗)            |                |
| 2014（第18届） | 潘怡良     | GIOIA PAN              | 陳聞、趙卉洲   |
| 2015（第19届） | 陈闻       |                        | 劉勇           |
| 2016（第20届） | 刘勇       |                        | 鄧兆萍、李祖亮 |
| 2017（第21届） | 王玉濤     |                        | 陳聞、曾鳳飛   |
| 2018（第22届） | 趙卉洲     | EACHWAY(藝之卉)        | 楚艷、張義超   |

## 外部連結
- 中国时尚大奖评选细则 （页面存档备份，存于）
- 历届「金顶奖」获奖设计师 （页面存档备份，存于）